# Tylko ty (album grupy Fanatic)
Tylko ty – trzynasty album zespołu Fanatic wydany w czerwcu 2009 roku. Jest to pierwsze wydawnictwo po reaktywacji grupy. Na płycie znalazło się 8 utworów z poprzedniego okresu działalności zespołu w nowych wersjach, oraz 5 utworów premierowych, a także specjalny mix. Do utworu "Jedna noc" został zrealizowany teledysk.

## Lista utworów
1. Czarownica 2009 (muz. Janusz Laskowski, sł. Anna Markowa)
2. To Disneyland 2009 (muz. i sł. Sławomir Osuchowski)
3. Dziewczyna nieznajoma 2009 (muz. i sł. Leszek Nowakowski)
4. Jedna noc (Letnia noc) (muz. i sł. Krzysztof Chiliński)
5. Jola (muz. i sł. tradycyjne)
6. Zatańczymy w noc (muz. i sł. Artur Wójcik)
7. Selavi (muz. Sławomir Osuchowski, sł. Leszek Nowakowski)
8. Spadaj mała 2009 (muz. i sł. Sławomir Osuchowski)
9. Szwagierka (muz. Piotr Woliński, sł. Bogusław Żmijewski)
10. To było tak 2009 (muz. i sł. Jerzy Ślubowski)
11. Tylko ty (I tylko ty) 2009 (muz. i sł. Sławomir Osuchowski, Jerzy Ślubowski, Leszek Nowakowski)
12. Wszystko się zmieniło 2009 (muz. i sł. Sławomir Osuchowski, Jerzy Ślubowski, Leszek Nowakowski)
13. Żegnaj, żegnaj 2009 (muz. i sł. Sławomir Osuchowski)
14. Mix (Czarownica, Spadaj mała, Żegnaj, żegnaj, To Disneyland, Dziewczyna nieznajoma, Tylko ty, To było tak,  Wszystko się zmieniło, Selavi)